# Guajeru
Guajeru este un oraș în statul Bahia (BA) din Brazilia.